# České Brezovo
České Brezovo (ungarisch Csehberek – bis 1907 Csehbrezó) ist eine Gemeinde in der südlichen Mittelslowakei der Slowakei mit 435 Einwohnern (Stand 31. Dezember 2024) und gehört zum Okres Poltár, einem Kreis des Banskobystrický kraj.

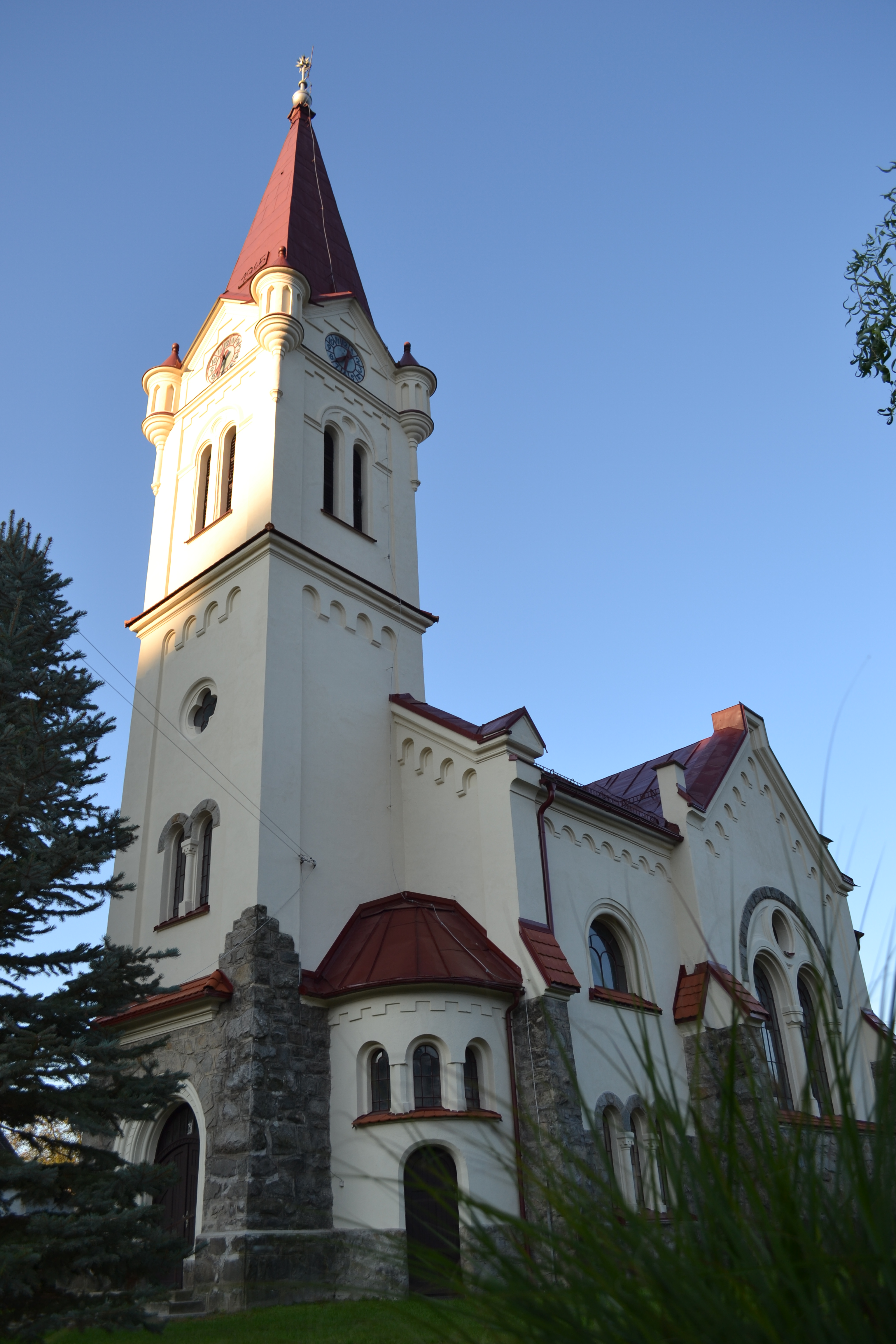
Evangelische Kirche

## Geographie
Die Gemeinde befindet sich im Westteil des Slowakischen Erzgebirges im Tal des Baches Poltarica. Das Ortszentrum liegt auf einer Höhe von 297 m n.m. und ist fünf Kilometer von Poltár sowie 23 Kilometer von Lučenec entfernt.
Zur Gemeinde gehört seit 1973 der südöstlich gelegene Ort Vaľkovo (bis 1927 slowakisch „Válkovo“; ungarisch Válykó). Zlatno wurde hingegen am 1. Mai 1998 selbständig und ist nicht mehr Teil von České Brezovo.
Nachbargemeinden sind Kokava nad Rimavicou im Norden, Lehota nad Rimavicou im Nordosten, Selce im Osten, Hrnčiarska Ves im Südosten, Poltár (Stadtteil Slaná Lehota) im Süden, Uhorské im Westen und Krná und Ďubákovo im Nordwesten. Des Weiteren umschließt die Gemeinde vollständig Zlatno nördlich des Hauptortes, das somit eine Enklave bildet.

## Geschichte
Der Ort entstand wahrscheinlich im 13. Jahrhundert und wurde zum ersten Mal 1435 als Brezow schriftlich erwähnt. Die ersten Gutsherren stammten aus der Familie Zach, später waren es unter anderen Mitglieder der Geschlechter Bosnyák und Szentiványi. 1828 zählte man 78 Häuser und 560 Einwohner, die in der Landwirtschaft und als Böttcher und Stellmacher beschäftigt waren. 1836 gründete J. G. Zahn eine Glasfabrik in Zlatno, die 2003 ihren Betrieb beendete (für Details siehe den Abschnitt Geschichte im Artikel Zlatno).
Bis 1918 gehörte der im Komitat Neograd liegende Ort zum Königreich Ungarn und kam danach zur Tschechoslowakei beziehungsweise heute Slowakei.
Der Name bezieht sich auf große Vorkommen von Birken in der Gegend. Das Adjektiv „české“ (auf deutsch böhmisch) bezieht sich einerseits auf den Aufenthalt von Hussiten in der Umgebung im 15. Jahrhundert, andererseits dient es zur Unterscheidung von anderen als Brezovo (z. B. Rimavské Brezovo und Suché Brezovo) genannten Orten.

## Bevölkerung
| Jahr                | 1994 | 2004     | 2014    | 2024     |
| ------------------- | ---- | -------- | ------- | -------- |
| Anzahl der Personen | 983  | 492      | 505     | 435      |
| Unterschied         |      | −49,94 % | +2,64 % | −13,86 % |

| Jahr                | 2023 | 2024    |
| ------------------- | ---- | ------- |
| Anzahl der Personen | 441  | 435     |
| Unterschied         |      | −1,36 % |

Nach der Volkszählung 2011 wohnten in České Brezovo 505 Einwohner, davon 453 Slowaken und jeweils ein Magyare und Tscheche. 50 Einwohner machten diesbezüglich keine Angabe. 188 Einwohner bekannten sich zur evangelischen Kirche A. B., 174 Einwohner zur römisch-katholischen Kirche, vier Einwohner zur evangelisch-methodistischen Kirche und jeweils zwei Einwohner zu den Baptisten und zur orthodoxen Kirche; vier Einwohner bekannten sich zu einer anderen Konfession. 57 Einwohner waren konfessionslos und bei 74 Einwohnern wurde die Konfession nicht ermittelt.

## Bauwerke
- evangelische Kirche aus dem Jahr 1922, nach einem Projekt des Architekten Milan Michal Harminc gebaut

## Verkehr
České Brezovo liegt an der Straße 2. Ordnung 595 (Tomášovce–Poltár–Kokava nad Rimavicou) und hat eine Haltestelle an der Bahnstrecke Lučenec–Utekáč.

## Söhne und Töchter der Gemeinde
- Bohuslav Tablic (1769–1832), slowakischer Dichter und evangelischer Pfarrer